# 乳糖
乳糖（英語：Lactose）是一种雙醣，由一分子β-D-半乳糖和一分子β-D-葡萄糖在β-1，4-位形成糖苷键相连。分子式C12H22O11（Jmol立體圖 （页面存档备份，存于）），莫耳质量342.3克。有两种端基异构体：α-乳糖和β-乳糖，在水溶液中可互相转化。α-乳糖很容易结合一分子結晶水。该化合物是白色，水溶性，非吸湿性固体，具有温和的甜味。它被用于食品工业。
甜度是蔗糖的约五分之一，乳中2-8%的固体成分为乳糖。幼小的哺乳动物肠道能分泌乳糖酶分解乳糖为单糖。哺乳動物成年後，体内乳糖酶的活性大大降低，故饮用乳类可产生腹泻、腹胀等症状，称为乳糖不耐症。
成年動物若長期持續飲用乳品（初期以少量多次慢飲為宜），也可刺激腸道內乳糖酶的活性並增加一定數量，雖活性和數量不如幼兒時期，但仍能有效幫助分解乳糖。

## 代謝
乳酸於體內代謝通常有經過轉換成丙酮酸，再經由丙酮酸透過醣質新生反應代謝至葡萄糖，这种化学反应被称作科里循环。
而葡萄糖代謝成乳酸，則稱為無氧醣解。

## 分布
乳糖存在于所有研究过的哺乳类乳汁中，但加州海獅的乳汁中含的是葡萄糖，而不是乳糖。乳糖也存在于连翘属（Forsythia）花的雄性器官中，并已从人心果树（Archras sapota）的成熟果实中获得。
工业上乳糖是从乳清中制取的，乳清是生产奶酪时经凝乳酶（rennin）作用沉淀除去蛋白质后的水溶液。

## 參看
- 乳糖不耐症
- 乳糖操縱子
- 乳糖酶